# Вьетнамско-малайзийские отношения
Вьетнамско-малайзийские отношения — двусторонние дипломатические отношения между Вьетнамом и Малайзией, установленные в 1973 году. Двусторонний товарооборот в 2019 году составил 11 млрд долларов. Инвестиции Малайзии во Вьетнам по состоянию на октябрь 2018 года превысили 12 млрд долларов. В Малайзии по состоянию на 2019 год работали тысячи трудовых мигрантов из Вьетнама.

## История
Двусторонние дипломатические отношения были установлены в 1973 году
В 1992 году Ханой посетил Верховный правитель Малайзии Махатхир Мохамад.
В декабре 1998 году Верховный правитель Малайзии Махатхир Мохамад посетил Ханой.
В 2003 году Вьетнам и Малайзия подписали меморандум о взаимопонимании в сфере трудовой миграции, который освободил вьетнамских рабочих от требования владеть английским и малайским языками
В январе 2004 года Ханой посетил премьер-министр Малайзии Абдулла Ахмад Бадави. В апреле 2004 года в Куала-Лумпуре был с визитом Фан Ван Кхай
В 2015 году Вьетнам установил отношения стратегического партнёрства с Малайзией
Вьетнамские власти проявили активность в деле гражданки Вьетнама Доан Тхи Хыонг, обвинённой в убийстве Ким Чен Нама: представители вьетнамского посольства постоянно контактировали с Министерством иностранных дел Малайзии и присутствовали на всех заседаниях малайзийского суда

## Экономические отношения
В 2003 году объём вьетнамско-малайзийской торговли составил 1,2 млрд долларов: вьетнамский экспорт 368 млн долларов, а малайзийские поставки на сумму 816 млн долларов
Двусторонний товарооборот в 2010 году составил 5,5 млрд долларов, в 2018 году он был 12 млрд долларов. В 2010 году вьетнамский экспорт в Малайзию составил около 2,1 млрд долларов, а малайзийские поставки во Вьетнам превысили 3,4 млрд долларов
В 2019 году двусторонний товарооборот составил 11 млрд долларов. Вьетнамский экспорт по состоянию на 2019 год в основном был представлен следующими товарными позициями: сырая нефть, рис и морепродукты. Малайзийские поставки во Вьетнам по состоянию на 2019 год в основном включали следующие товары: бензин, запчасти, электрооборудование, изделия из пластмассы, сталь и удобрения
К началу 2004 года Малайзия вложила в экономику Вьетнама более 1 млрд долларов
По состоянию на октябрь 2018 года Малайзия реализовала во Вьетнаме 582 проекта общей стоимостью 12,4 млрд долларов. Проекты преимущественно осуществлялись в сфере совместной разведки и добычи нефти и газа, угля, а также в информационные технологии и телекоммуникации. Малайзия инвестировала в 33 города и провинции Вьетнама, но преимущественно в Хошимин, Ханой и провинцию Донгнай. Вьетнамские инвестиции в экономику Малайзии были представлены 18 проектами на сумму около 1,5 млрд долларов.
По состоянию на 2019 год в среднем в год в Малайзию прибывали около 12 тысяч вьетнамских трудовых мигрантов, большинство из которых работали в строительстве, сельском хозяйстве, в сфере услуг и в качестве домашней прислуги.